# 前迫雅人
前迫 雅人（まえさこ まさと、1989年11月23日 - ）は、静岡県出身のサッカー指導者。日本サッカー協会公認B級コーチライセンスを有する。

## 経歴
静岡県で生まれ育ち、静岡県立韮山高等学校サッカー部ではセンターバックとしてプレー。プロに憧れるも自身の選手としての実力を悟り、高校卒業後は普通に勉強し就職したいと立教大学へ進学する。しかしサッカーに関わりたい思いを断てず、同大学体育会サッカー部に学生コーチとして入部。そこで分析の重要性や将来性を知り、学生コーチ兼分析担当として指導者の道を歩み始める。大学サッカー部の活動と並行して日本サッカー協会の指導者養成講習会に補助学生として参加し、またアルバイトで大宮アルディージャサッカースクールにてアシスタントコーチを務め、指導・分析スキルを磨く。
立教大学大学院を卒業した2014年に名古屋グランパスサッカースクールでプロの指導者としてのキャリアをスタート。Jリーグクラブのトップチームで分析担当として働きたいと分析担当を求めるチームを自ら探し、2016シーズンよりJ2リーグ・徳島ヴォルティスのトップチームに新設された分析担当コーチに就任。翌2017シーズンに就任したリカルド・ロドリゲス監督の下で引き続き分析担当コーチ、2020シーズンよりコーチを務め、同シーズンのJ2リーグ優勝に貢献した後に翌2021シーズンをもって退任する。
2022シーズンにはJ1リーグ・浦和レッズに加わり、2021シーズンより監督を務めるリカルド・ロドリゲスの下で2年ぶりにコーチに就任する。

## 指導歴
- 2008年 - 2013年 立教大学体育会サッカー部 コーチ
- 2011年 - 2013年 大宮アルディージャサッカースクール アシスタント
- 2014年 - 2015年 名古屋グランパスサッカースクール コーチ
- 2016年 - 2021年 徳島ヴォルティス
  - 2016年 - 2019年 分析担当コーチ
  - 2020年 - 2021年 コーチ
- 2022年 - 浦和レッドダイヤモンズ コーチ